# 高田裕司 (摔跤選手)
高田裕司（日语：／ Takada Yuuji，1954年2月17日—），身高162cm。日本第一位正式摔跤選手，家鄉為群馬縣太田市，畢業於日本體育大學。是1976年蒙特利爾奧運會男子52kg自由式摔跤金牌得主。

## 主要成績[1]
- 1976年蒙特婁奧運會男子52kg自由式摔跤金牌得主
- 1973年至1980年日本國內男子52kg自由式摔跤冠軍
- 1984年洛杉磯奧運會男子52kg自由式摔跤銅牌得主
- 1974、1975、1977、1979年世界摔跤錦標賽男子52kg自由式摔跤金牌得主
- 1973年世界摔跤錦標賽男子52kg自由式摔跤銅牌得主
- 1974年亞運會男子52kg自由式摔跤銀牌得主
- 1978年亞連會男子52kg自由式摔跤金牌得主

## 個人經歷
- 高田是在1970年左右正式成為一名摔跤選手，是日本第一位正式的摔跤運動員，也是當時世界一流的摔跤選手，曾經贏得四次世界摔跤錦標賽冠軍，並在1976年蒙特利爾奧運會男子52kg自由式摔跤取得金牌，登上運動生涯最高峰。但是在1980年莫斯科奧運會因日本抵制而未能參賽[2]。他和同行的山下泰裕因遺憾而落淚，此情景被日本傳媒轉播，因而引起不少日本人的憤怒或惋惜。同時，高田決定因此事而隱退，並回到家鄉當一名高中教師。4年後，他宣佈復出，並在洛杉磯奧運會男子52kg自由式摔跤取得銅牌後，隨即便宣佈因年紀而退役。[3]
- 現在他是山梨大學的一名教授，同時擔任日本武術協會理事長，致力推動摔跤普及。[4]

## 備註
- 日本第一位得到奧運獎牌的摔跤選手是內藤克俊 (當時他得到的雖然是銅牌，但都是日本史上第一人)，而高田則是日本第一位以摔跤運動員作正職的人。